# WOW air

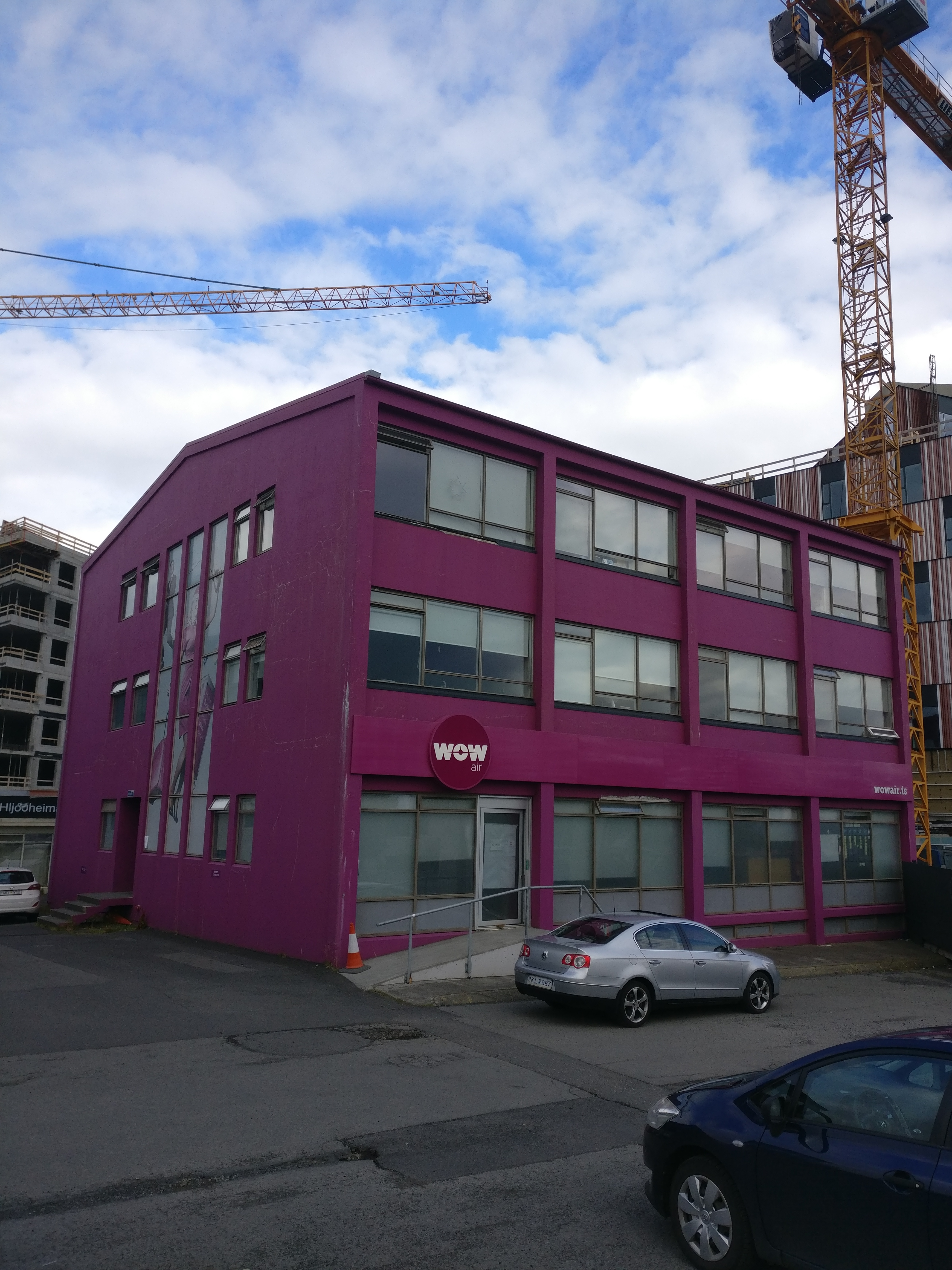
Siedziba firmy WOW air w Reykjavík

WOW air – tania linia lotnicza, która operowała na trasach europejskich i północnoatlantyckich od 1 czerwca 2012 do 28 marca 2019 na samolotach typu Airbus A320, Airbus A321 oraz Airbus A330. Bazą operacyjną linii był port lotniczy Keflavík.
W marcu 2019 roku na stronie internetowej WOW air opublikowana została informacja oznajmująca zakończenie działalności oraz odwołanie wszystkich dotychczasowych lotów. Nagła upadłość firmy spowodowała kłopoty pasażerów, którzy nie mogli wrócić do domu pomimo wykupionych biletów powrotnych na loty WOW air. Z pomocą przyszedł inny islandzki przewoźnik Icelandair umożliwiając osobom poszkodowanym zakup biletów na swoje loty po bardzo obniżonych cenach.

## Kierunki lotów
- Austria
  - Salzburg – Port lotniczy Salzburg
- Dania
  - Kopenhaga – Port lotniczy Kopenhaga-Kastrup
- Francja
  - Lyon – Port lotniczy Lyon-Saint-Exupéry
  - Paryż – Port lotniczy Paryż-Roissy-Charles de Gaulle
- Niemcy
  - Berlin – Port lotniczy Berlin-Brandenburg
  - Düsseldorf – Port lotniczy Düsseldorf
  - Stuttgart – Port lotniczy Stuttgart
- Islandia
  - Reykjavík – Port lotniczy Keflavík (baza)
- Litwa
  - Wilno – Port lotniczy Wilno
- Polska
  - Warszawa – Lotnisko Chopina Warszawie
- Hiszpania
  - Alicante – Port lotniczy Alicante
  - Barcelona – Port lotniczy Barcelona
- Holandia
  - Amsterdam – Port lotniczy Amsterdam-Schiphol
- Szwajcaria
  - Zurych – Port lotniczy Zurych-Kloten
- Wielka Brytania
  - Londyn – Port lotniczy Londyn-Gatwick
- Włochy
  - Mediolan – Port lotniczy Mediolan-Malpensa

## Flota
Stan na maj 2018.